# Trang viên ở Kalinowice Górne

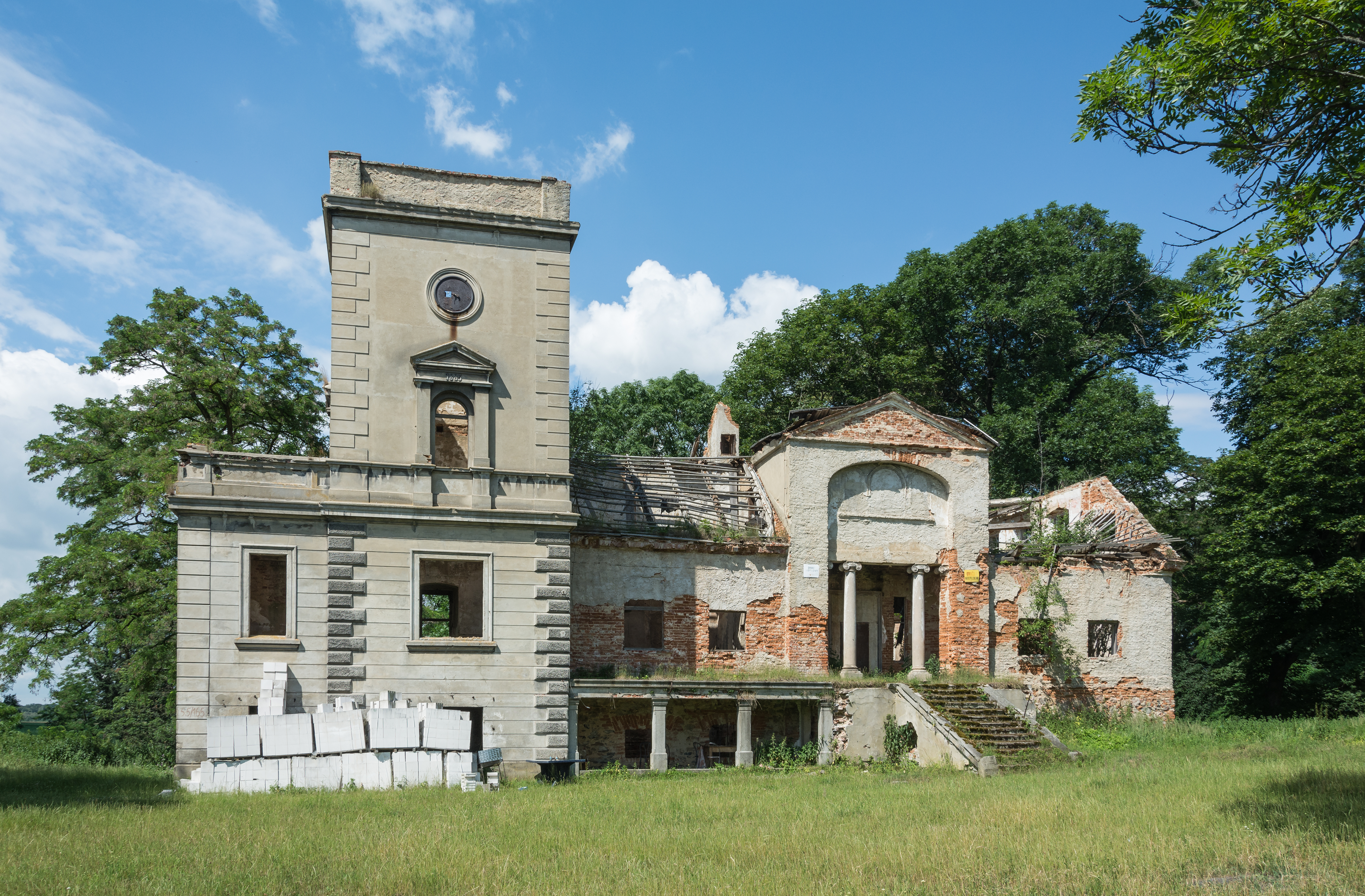
Trang viên ở Kalinowice Górne (2016)

Trang viên ở Kalinowice Górne (tiếng Ba Lan: Zespół dworski w Kalinowicach Górnych) là một trang viên lâu đời nằm ở ngôi làng Kalinowice Górne, huyện Ząbkowicki, tỉnh Dolnośląskie, Ba Lan. Trang viên có tên trong danh sách di tích. Công trình kiến trúc này là một phần trong khu phức hợp trang viên bao gồm một công viên và trang trại xung quanh.

## Lịch sử
Trong giai đoạn thế kỷ 13-thế kỷ 15, địa điểm này là nơi ở của hiệp sĩ. Trong giai đoạn 1550-1595, khu đất được gia đình quý tộc Seidliz und Strupchen xây dựng thành một cung điện thời Phục hưng. Năm 1826, trang viên được xây dựng lại theo phong cách Cổ điển. Vào năm 1885, một tòa tháp cao 28 mét theo phong cách Baroque của Pháp và một sân thượng được xây thêm vào. Sau năm 1903, công trình kiến trúc này thuộc sở hữu của gia đình hoàng gia từ năm 1903. Vào năm 2007, khu trang viên này được một công ty đến từ Wrocław mua lại. Tuy nhiên, công ty này  khiến trang viên bị huỷ hoại thông qua việc dỡ bỏ phần ngói và không thực hiện bất kỳ biện pháp bảo tồn nào. Vào tháng 10 năm 2018, Tổ chức giải cứu trang viên và trang trại Kalinowice Górne tiếp quản công trình kiến trúc này.

## Kiến trúc
Trang viên là một dinh thự một tầng mang phong cách Cổ điển, được xây bằng gạch trên mặt phẳng hình chữ nhật, gồm có hai gian nhà.